# Asian Sevens Series 2019
El Asian Sevens Series de 2019 fue la decimoprimera temporada del circuito de selecciones nacionales masculinas asiáticas de rugby 7.
El campeón y subcampeón del torneo clasificarán al Challenger Series 2020 a disputarse en Chile y Uruguay.

## Calendario
| Torneo                | Estadio                           | Ciudad  | Fecha                          | Campeón   |
| --------------------- | --------------------------------- | ------- | ------------------------------ | --------- |
| Seven de Incheon 2019 | Incheon Namdong Asiad Rugby Field | Incheon | 31 de agosto - 1 de septiembre | Japón     |
| Seven de Huizhou 2019 | Huizhou Olympic Stadium           | Huizhou | 14-15 de septiembre            | Hong Kong |
| Seven de Colombo 2019 | Colombo Racecourse Stadium        | Colombo | 28-29 de septiembre            | Japón     |

## Tabla de posiciones
| Pos | País                   | KOR | CHN | SRI | Puntos |
| --- | ---------------------- | --- | --- | --- | ------ |
| 1   | Japón                  | 12  | 8   | 12  | 32     |
| 2   | Hong Kong              | 10  | 12  | 10  | 32     |
| 3   | China                  | 8   | 10  | 8   | 26     |
| 4   | Sri Lanka              | 7   | 7   | 7   | 19     |
| 5   | Corea del Sur          | 7   | 5   | 1   | 13     |
| 6   | Filipinas              | 4   | 2   | 5   | 11     |
| 7   | Emiratos Árabes Unidos | 2   | 1   | 4   | 7      |
| 8   | China Taipéi           | 1   | 4   | 2   | 7      |

|  | Clasificados al Challenger Series 2020 |
|  | Descenso al Trofeo 2020                |

| Bandera de Japón |
| Campeón Japón    |
| 7º título        |